# Zdzisław Sochacki
Zdzisław Sochacki (ur. 19 listopada 1954 w Suchej Beskidzkiej, zm. 2 września 2021 w Krakowie) – polski duchowny rzymskokatolicki.

## Życiorys
Ukończył Papieski Wydział Teologiczny i w 1979 otrzymał święcenia kapłańskie z rąk kard. Franciszka Macharskiego. Był wikariuszem w parafii Chrystusa Króla w Bielsku-Białej i parafii Najświętszej Rodziny w Zakopanem. Od 1989 pełnił funkcję wychowawcy, prokuratora i prefekta w Wyższym Seminarium Duchownym Archidiecezji Krakowskiej. Od 2007 był proboszczem parafii archikatedralnej św. Stanisława i św. Wacława w Krakowie.
Zmarł 2 września 2021, tego dnia w celu uczczenia jego pamięci zabił dzwon Zygmunt. 7 września został pochowany na cmentarzu Rakowickim w Krakowie.

## Odznaczenia
- Krzyż Komandorski Orderu Odrodzenia Polski (2021, pośmiertnie)[6][7]
- Krzyż Kawalerski Orderu Węgierskiego Zasługi (2021, pośmiertnie)[8]